# Нотр-Дам (Лан)

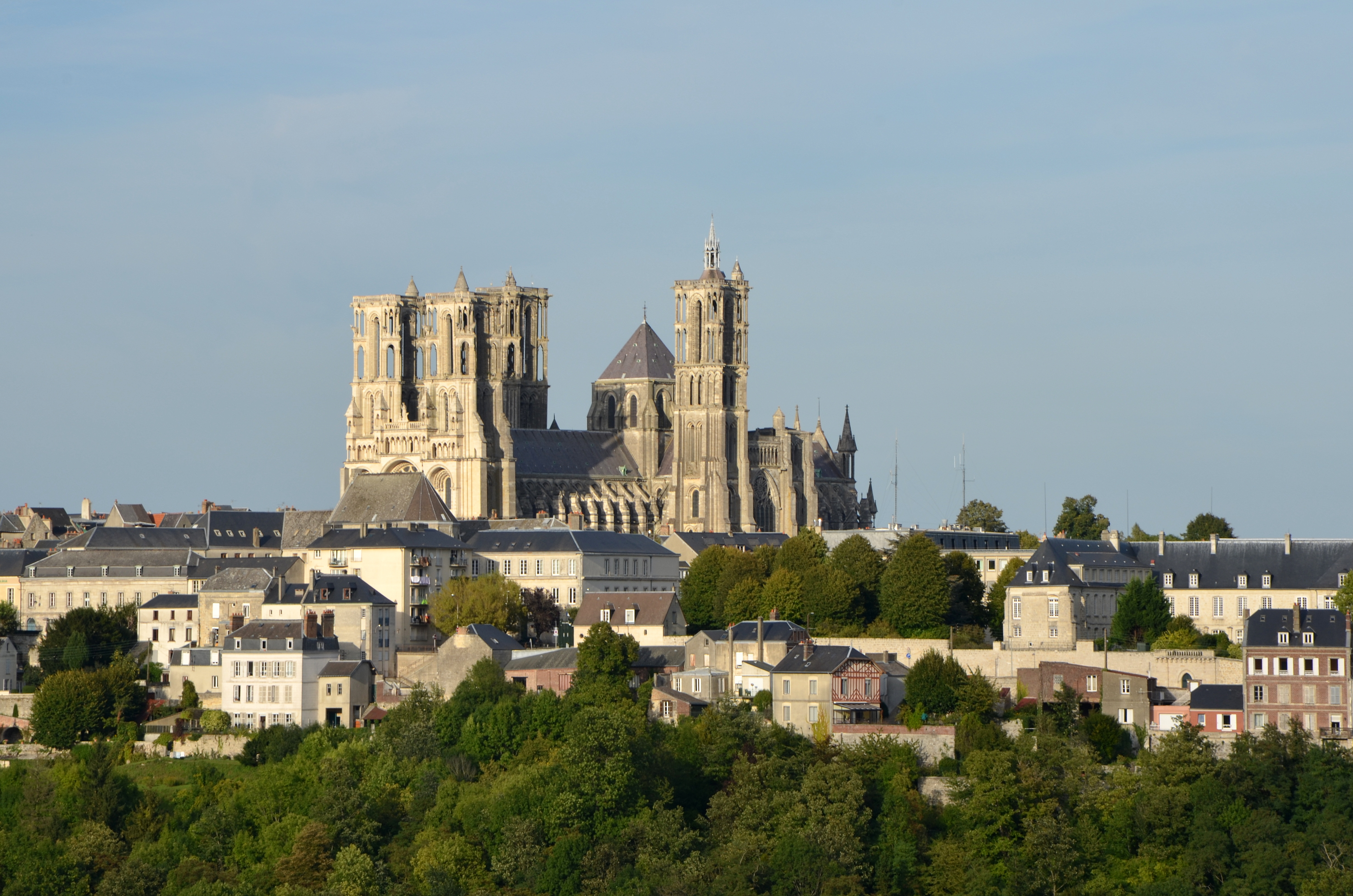
Вид на Нотр-Дам из окрестностей Лана

Нотр-Дам (Cathédrale Notre-Dame de Laon) — готический собор в пикардийском городе Лан.

## Предшественники
Первый каменный собор в Лане был возведён трудами епископа Герфрида (774—779). Храм посвятили Христу и Богородице, а освятили в 800 году в присутствии Карла Великого.
Через 250 лет храм перестроили в романском стиле при покровительстве местного епископа Элинанда. В 1071 году в этой церкви был коронован Филипп I Французский. Во время народных волнений 1112 года храм сгорел, на восстановительные работы ушло несколько лет. Для того чтобы собрать деньги на восстановление собора, девять местных каноников предприняли длительное паломничество, посетив в 1113 году земли Франции, Фландрии и Англии. Их путешествие и приключения описаны были хронистом Германом Турнейским в агиографическом сочинении «Чудеса Святой Марии Ланской».

## Этапы создания

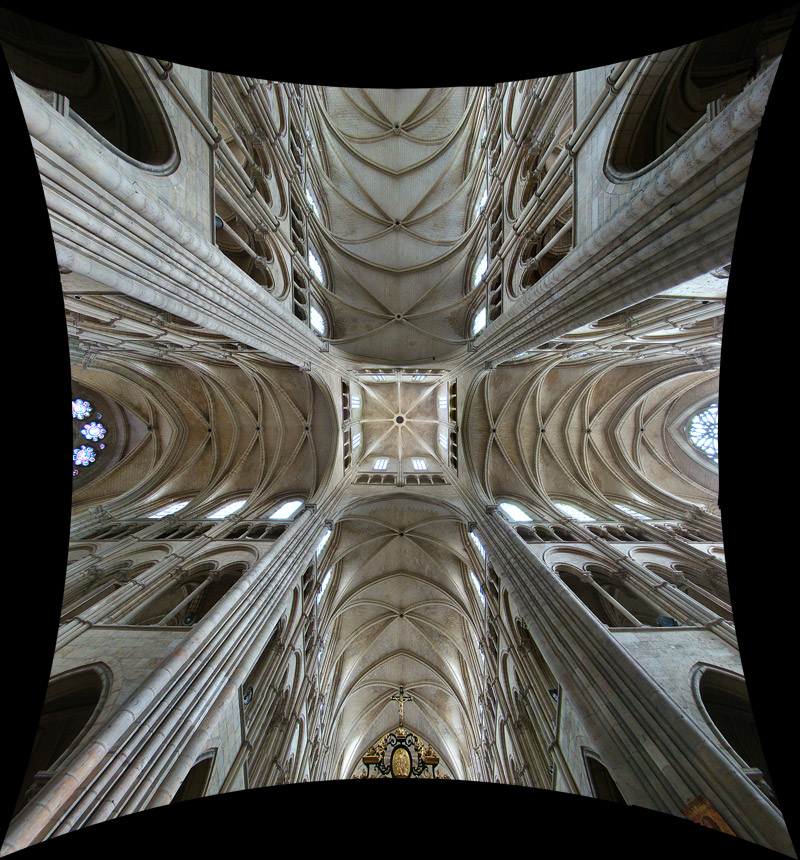
Средокрестие

С ростом города романский собор перестал вмещать паству. В средневековом Лане проживало около 15000 человек. Епископия обогащалась благодаря наплыву паломников и торговле. Чтобы не отставать от соседних городов Пикардии, которые соперничали друг с другом по величине и вместительности храмов, епископ Готье де Мортань в 1155 году принял решение заложить новый величественный собор.
Вначале всегда строили алтарную часть и хор, которые были необходимы для скорейшего начала богослужений в новом храме. Эти части были округлены, как того требовали традиция и тогдашние образцы городских соборов Франции. После этого был возведён трансепт. Последними выстроили три нефа — высокий центральный и меньшие боковые. Особенность собора — светлый цвет известняка и наличие галерей над боковыми нефами. Протяжённые галереи второго этажа — как дополнительная церковь в храме. В архитектуре проскальзывает влияние английской традиции.

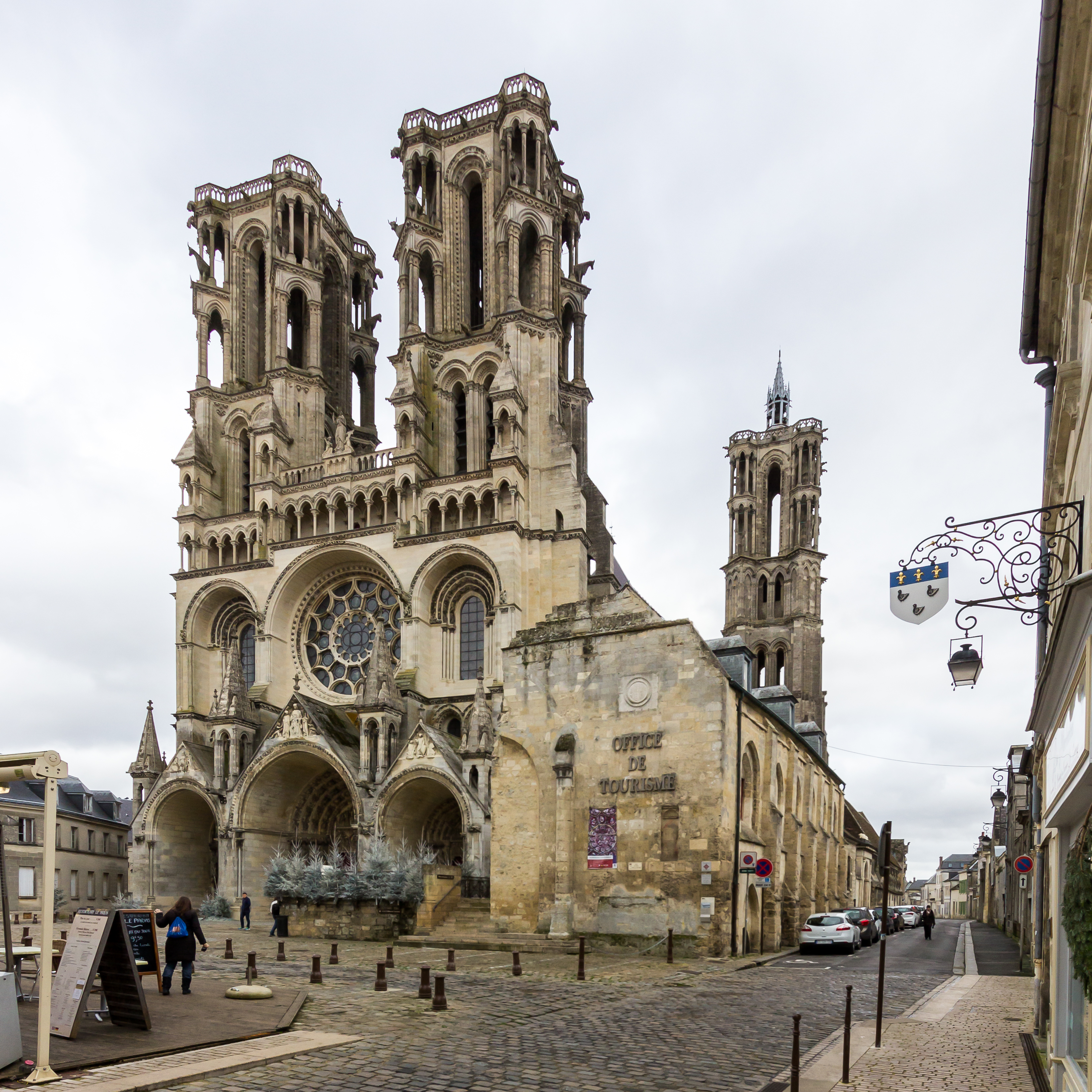
Фасад

Малые хоры, предназначенные для паствы и паломников, разобрали до основания, а на их месте построили новые — прямоугольные, характерные для соборов именно Англии. В 1205—15 гг. собор был расширен на восток. Для этого разобрали закруглённые хоры алтаря, не затрагивая уже созданных частей. Благодаря этому расширению трансепт оказался почти в центре сооружения. Строительство собора продолжалось до 1235 года.
Средокрестие имеет отдельный свод, крытый извне четырёхскатной крышей-шатром (вероятно, наименее гармоничный элемент храмовой архитектуры). Позднее между контрфорсами собора разместили венец из 27 часовен.

## Готическая архитектура
Возведение великих готических соборов в Пикардии было обусловлено следующими обстоятельствами:
- наличие местного белого камня (собор стоит на известняковом гребне);
- наличие строительного леса;
- наличие значительной и богатой общины, заинтересованной в построении собора;
- присутствие в Пикардии высококвалифицированной артели архитекторов и строителей.

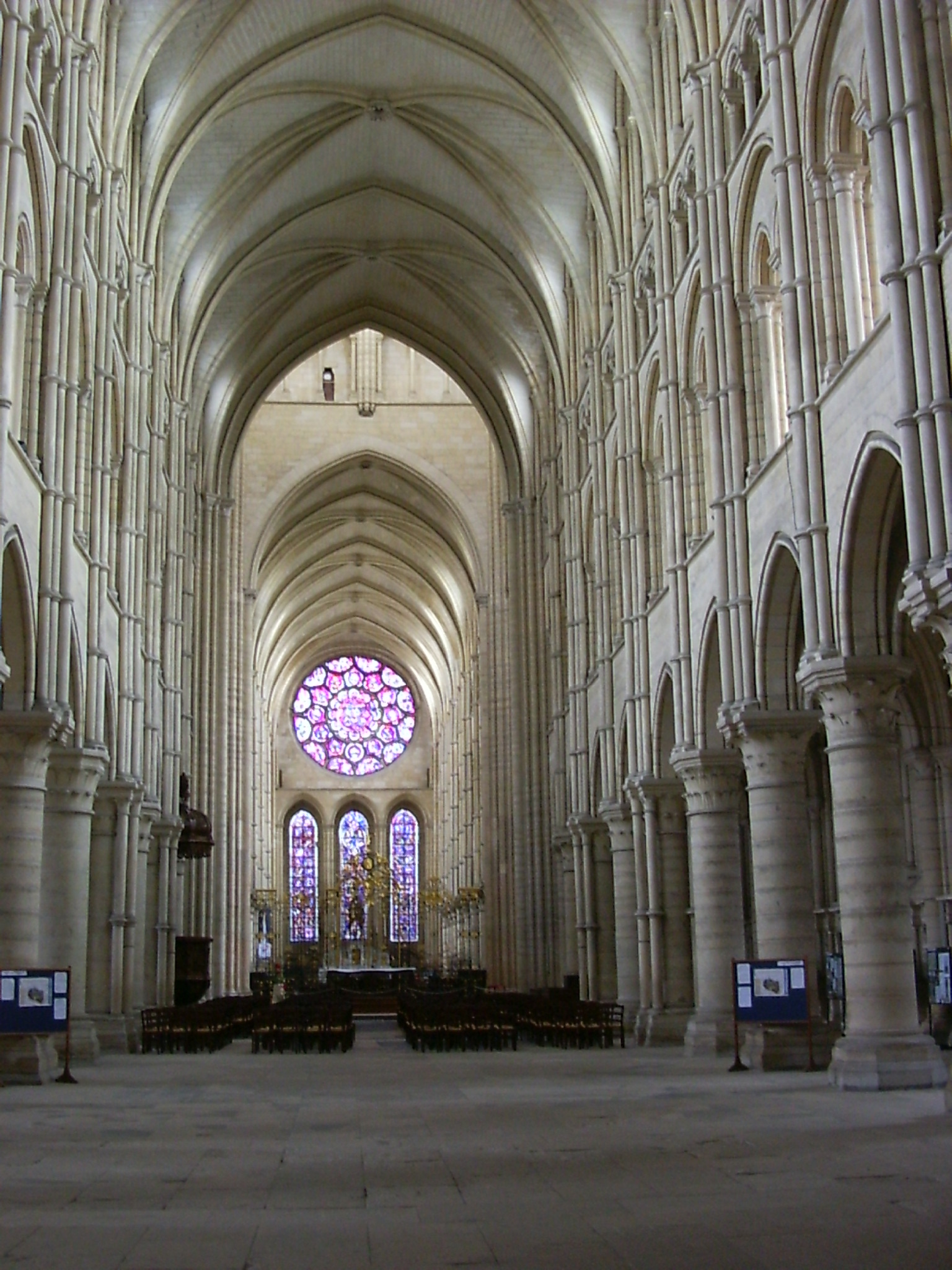
Интерьер

Удачные обстоятельства и энтузиазм жителей были такими значительными, что собор Нотр Дам не стал готическим долгостроем, как это произошло с большинством соборов Франции, Германии, Испании. Собор построили где-то за восемьдесят лет. Карьер был расположен недалеко от собора, поэтому на перевозку строительного материала не приходилось тратить много времени.

В плане Ланский кафедральный собор — базилика с одним трансептом, башнями и вполне совершенным западным фасадом. По первоначальному плану количество башен было больше, планировали создать семь, выстроили — четыре. На боковых фасадах трансепта ни одна не поднялась выше крыш. Концы трансепта увеличены в сторону алтаря за счёт пристройки капелл. 

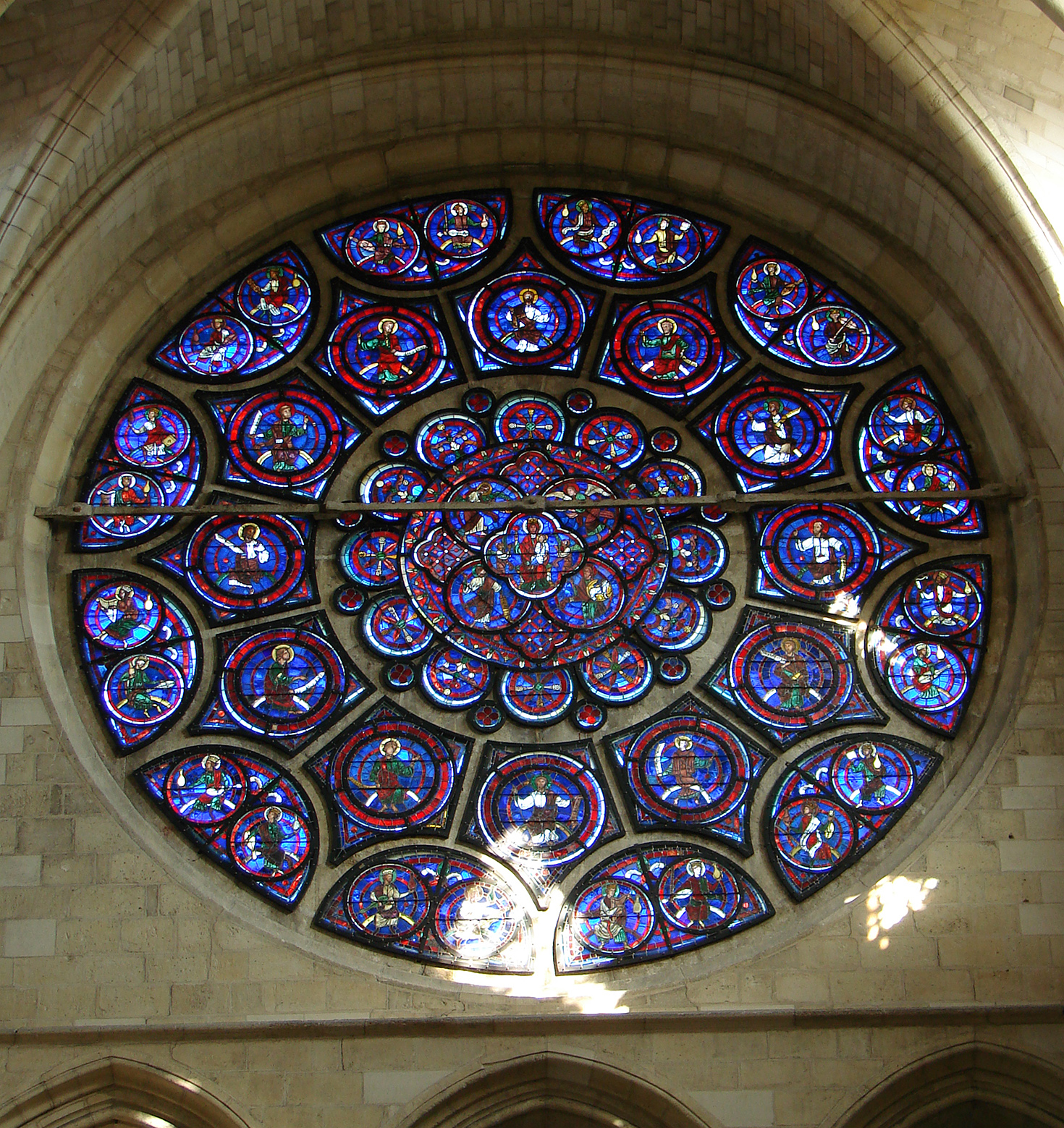
Окно-роза

Витражей немного, но, несмотря на разрушения франко-прусской войны и перестройку алтаря, сохранены средневековые витражи розы и трёх готических окон. Образцовыми считались и башни собора западного фасада. Об этом свидетельствуют их копии и зарисовки, которые выполнил архитектор Виллар де Оннекур в первой половине XIII века.

## Размеры сооружения
- Длина собора — 110,50 м;
- Ширина — 30,65 м;
- Высота центрального нефа — 24 м;
- Трансепт в ширину — 22 м;
- Длина трансепта — 54 м ;
- Башни западного фасада — 56 м.

## В соборе похоронены
- Сен-При, Эммануил Францевич — герой Отечественной войны 1812 года. Надгробие уничтожено в 1830 году.

## В массовой поп-культуре
Предположительно именно Лаонский собор был взят в качестве прототипа внешнего вида собора в одноимённом уровне культовой, легендарной игры «Пейнкиллер».